# 藤龍也
藤龍也（1941年8月27日—）是日本男演員。出生於北京，在橫濱長大。1962年加入日活株式會社。2005年凭借村之寫真集獲得金爵獎最佳男演員。2015年憑藉龙三和七个伙伴们獲得东京Sports映画大赏最佳男演员奖。

## 代表
- 感官世界 （1976年、大島渚プロ＝アルゴスフィルム）

## 外部連結
- 藤竜也[] - NHK（日語）